# غفار حسینی
غفّار حسینی (۱۳ فروردین ۱۳۱۳ – ۲۰ آبان ۱۳۷۵) شاعر، مترجم، استاد دانشگاه و از فعالان کانون نویسندگان ایران و یکی دیگر از قربانیان قتل‌های زنجیره‌ای است که در ۲۰ آبان ۱۳۷۵ در منزل مسکونی خود در تهران به قتل رسید.

## زندگی
وی در ۱۳ فروردین ۱۳۱۳ در الیگودرز زاده شد. در تهران، کارشناسی ادبیات انگلیسی خواند و سپس در رشتهٔ جامعه‌شناسی به درجهٔ کارشناسی ارشد و دکترا دست یافت. در دوران ریاست بهرام بیضایی در دپارتمان تئاتر دانشکدهٔ هنرهای زیبا، مدتی استاد رشتهٔ جامعه‌شناسی هنر بود. پس از مدتی، به لندن و از آنجا به پاریس مهاجرت کرد.
غفار حسینی قبل از ماجرای اتوبوس ارمنستان در جلسه جمع مشورتی کانون نویسندگان برای سفر به ارمنستان با اتوبوس، ضمن خودداری از پذیرش دعوت برای حضور در این سفر به دیگر اعضا به صراحت هشدار داده بود که «همه‌تان را می‌اندازند به ته دره». فرج سرکوهی بعدها در نامه‌ای به پیام امروز نوشته‌است: «خبر را آقای هاشمی (مهرداد عالیخانی)، در یک جلسه بازجویی به من داد و گفت «غفار را هم حذف کردیم.» شبی را به یاد آوردم که غفار در جلسهٔ مشورتی کانون نویسندگان گزارش داد که او را در یکی از هتل‌های تهران، تحت فشار قرار داده‌اند و تهدید به مرگ کرده‌اند.»

## آثار
- خون سفید شمشیر (مجموعه شعر)
- تاریخ ترکان آسیای میانه اثر واسیلی بارتلد
- هنر و جامعه اثر رژه باستید
- جامعه‌شناسی رمان اثر گلدمن